# The Missing Gun
The Missing Gun (寻枪S, Xun qiangP) è un film del 2002 scritto e diretto da Lu Chan.

## Trama
Il poliziotto Ma Shan scopre che, dopo essersi ubriacato al banchetto nuziale della sorella, che la sua pistola è sparita; inizialmente pensa che per qualche motivo sia stata spostata dalla moglie Han Xiaoyun, o da suo figlio Ma Dong, ma i due risultano completamente estranei alla vicenda. Ma Shan inizia così a recarsi da numerosi suoi amici e conoscenti, per poi scoprire che mediante la propria pistola è stata uccisa una ragazza per cui anni prima aveva avuto una cotta, Li Xiaomeng: la questione, da riservata, diventa così di competenza dei superiori di Ma Shan, i quali impongono all'uomo di ritrovare la pistola nel più breve tempo possibile, prima che l'assassino possa mietere altre vittime con i proiettili ancora in canna.
Durante la ricerca Ma Shan – che stava passando con la moglie un momento di crisi – ha modo di riavvicinarsi a lei e farle capire che, seppur a suo modo, la ama davvero. Il vero colpevole risulterà infine essere una delle persone che Ma Shan aveva effettivamente incontrato durante la propria ricerca: Liu, soprannominato "Tartaglia", un venditore di tagliolini che desiderava vendicarsi di Xhou Xiaogang, il marito di Li Xiaomeng, e l'assassinio della donna era stato un incidente. Il poliziotto riesce infine a recuperare la pistola e ad ammanettare Liu, sebbene quest'ultimo gli avesse precedentemente sparato; nella scena finale, viene mostrato che Ma Shan (pur lasciando il dubbio che in realtà si possa trattare del suo spirito) si alza dal luogo in cui ha ricevuto il colpo, felice e raggiante per avere ritrovato la propria pistola.

## Distribuzione
In Cina la pellicola è stata distribuita dalla China Film Group Corporation dall'8 maggio 2002, mentre in Italia direttamente in DVD a partire dal 21 novembre 2003, su distribuzione Columbia Pictures.

### Edizione italiana
L'edizione italiana di The Missing Gun è stata curata da CDC Sefit Group, su dialoghi di Mauro Trentini e direzione del doppiaggio di Manlio De Angelis.